# 岸政彦
岸 政彦（きし まさひこ、1967年8月6日 - ）は、日本の社会学者、小説家。京都大学大学院文学研究科教授。社会学研究室所属。専門は、社会調査方法論、生活史。沖縄における質的調査。

## 経歴・人物
関西大学社会学部卒業、大阪市立大学大学院文学研究科博士課程単位取得退学。2003年、大阪市立大学より博士（文学）の学位を取得。
2006年より龍谷大学社会学部教員。2017年より立命館大学大学院先端総合学術研究科教授。2023年より現職。
研究テーマは沖縄、生活史、社会調査方法論。パートナーは社会学者の齋藤直子（大阪教育大学地域連携・教育推進センター特任准教授）。
2015年刊行の『断片的なものの社会学』が「紀伊國屋じんぶん大賞2016」大賞を受賞するなど大きな反響を呼んだ。
その後、初の小説作品「ビニール傘」（『新潮』2016年9月号掲載）で第156回芥川龍之介賞候補作、及び第30回三島由紀夫賞候補作に挙がった。
2019年、小説「図書室」で第32回三島由紀夫賞候補。2021年に小説『リリアン』で第34回三島由紀夫賞候補作となり、同作にて第38回織田作之助賞受賞。共著『地元を生きる：沖縄的共同性の社会学』が第7回（2021年度）沖縄書店大賞候補となる。編著『東京の生活史』で「紀伊國屋じんぶん大賞2022」大賞を受賞。同じく『東京の生活史』で第76回毎日出版文化賞を受賞。
2024年、エッセイ集『大阪』（小説家柴崎友香との共著）にて、第12回大阪ほんま本大賞特別賞を受賞。
2020年から、東京、沖縄、大阪の各地で、それぞれ100～150名の「聞き手」を公募するという大規模な生活史プロジェクトを実施。その成果が2021年～2023年に三部作として刊行され、話題となった。
また、2023年に刊行が始まった「岩波講座・社会学」全13巻の編集委員を務めている（他に北田暁大・筒井淳也・丸山里美・山根純佳）。

## 著書

### 単著
- 『同化と他者化：戦後沖縄の本土就職者たち』ナカニシヤ出版、2013年。ISBN　978-4-7795-0723-6
- 『街の人生』勁草書房、2014年。ISBN　978-4-326-65387-4
- 『断片的なものの社会学』朝日出版社、2015年。ISBN　978-4-255-00851-6
- 『ビニール傘』新潮社、2017年。※小説　ISBN　978-4-10-350721-5
- 『はじめての沖縄』新曜社〈よりみちパン!セ〉、2018年。ISBN　978-4-7885-1562-8
- 『マンゴーと手榴弾：生活史の理論』勁草書房、2018年。ISBN　978-4-326-65414-7
- 『図書室』新潮社、2019年。※小説　ISBN　978-4-10-350722-2
- 『ブルデュー「ディスタンクシオン」：「私」の根拠を開示する』NHK出版〈100分de名著〉、2020年12月号。ISBN　978-4-14-223120-1
- 『リリアン』新潮社、2021年。※小説　ISBN　978-4-10-350723-9
- 『にがにが日記』新潮社、2023年。※エッセイ　ISBN　978-4-10-350724-6
- 『調査する人生』岩波書店、2024年11月。ISBN　978-4-00-061672-0

### 編著
- 『atプラス：思想と活動』26号、特集：生活史（岸政彦：編集協力）、太田出版、2016年。ISBN　978-4-7783-1521-4
- 『現代思想』2017年11月号、特集：エスノグラフィ－質的調査の現在（岸政彦：責任編集）、青土社、2017年。ISBN　978-4-7917-1354-7
- 『東京の生活史』筑摩書房、2021年。ISBN　978-4-480-81683-2
- 『生活史論集』ナカニシヤ出版、2022年。ISBN　978-4-7795-1694-8
- 『沖縄の生活史』（石原昌家・岸政彦監修、沖縄タイムス社編）みすず書房、2023年。ISBN　978-4-622-09598-9
- 『所有とは何か：ヒト・社会・資本主義の根源』（梶谷懐共編著）中央公論新社〈中公選書〉、2023年。ISBN　978-4-12-110139-6
- 『岩波講座社会学　第3巻：宗教・エスニシティ』（岸政彦・稲場圭信・丹野清人責任編集）岩波書店、2023年。ISBN　978-4-00-011443-1
- 『大阪の生活史』筑摩書房、2023年。ISBN　978-4-480-81690-0
- 『岩波講座社会学　第2巻：都市・地域』（岸政彦・川野英二責任編集）岩波書店、2024年。ISBN　978-4-00-011442-4

### 共著
- 『愛と欲望の雑談』（雨宮まみ共著）ミシマ社〈コーヒーと一冊〉、2016年。ISBN　978-4-903908-80-9
- 『質的社会調査の方法：他者の合理性の理解社会学』（石岡丈昇・丸山里美共著）有斐閣、2016年。ISBN　978-4-641-15037-9
- 『社会学はどこから来てどこへ行くのか』（北田暁大・筒井淳也・稲葉振一郎共著）有斐閣、2018年。ISBN　978-4-641-17441-2
- 『「反緊縮！」宣言』（松尾匡編）亜紀書房、2019年。ISBN　978-4-7505-1589-2
- 『地元を生きる：沖縄的共同性の社会学』（打越正行・上原健太郎・上間陽子共著）ナカニシヤ出版、2020年。ISBN　978-4-7795-1497-5
- 『大阪』（柴崎友香共著）河出書房新社、2021年。 / 河出文庫、2024年4月。ISBN　978-4-309-42093-6  ※エッセイ
- 『立岩真也を読む』（稲葉振一郎・小泉義之共著）青土社、2025年。ISBN　978-4-7917-7707-5

## 論文
- Cinii

## その他

### ドキュメンタリー
- ネコメンタリー 猫も、杓子（しゃくし）も「岸政彦とおはぎ」（初回放送2019年2月18日、NHK Eテレ）
- ETV特集「私の欠片と、東京の断片」（初回放送2021年9月18日、NHK Eテレ）[18]